# Övre Volta i olympiska sommarspelen 1972
Övre Volta deltog i de olympiska sommarspelen 1972 med en trupp bestående av en deltagare, André Bicaba, som deltog i herrarnas 100 meterslopp. Han slutade på femte plats i försöksheatet och gick inte vidare i tävlingen.